# Sericostoma galeatum
Sericostoma galeatum là một loài Trichoptera trong họ Sericostomatidae. Chúng phân bố ở miền Cổ bắc.